# След Розовой пантеры
«След Розовой пантеры» (англ. Trail Of The Pink Panther) — кинофильм, комедия. Шестой фильм режиссёра Эдвардса Блейка из серии, продолжающий историю приключений инспектора Клузо после фильма «Месть Розовой Пантеры».

## Сюжет
Когда знаменитый бриллиант вновь крадут из Лугаша, инспектор Клузо (Питер Селлерс) назначен на расследование дела, несмотря на все протесты Дрейфуса (Герберт Лом). Клузо отправляется в Лондон, чтобы изучить личность сэра Чарльза Литтона. По дороге в аэропорт случайно Клузо становится причиной взрыва машины и полагает, что кто-то пытается убить его. Поэтому на время полёта Клузо маскируется, дабы обмануть убийц. Однако его маскировка приводит к непониманию между ним и Скотланд-Ярдом.
Тем временем становится известно, что кто-то действительно попытается убить Клузо, поэтому начальство отменяет его поездку в Лугаш. Однако по ошибке Клузо всё же получает от Дрейфуса поручение въехать на территорию страны, где пропадает без следа…
За расследование его исчезновения берётся очаровательная журналистка Мари Жуве (Джоана Ламли) — она начинает опрашивать всех, с кем Клузо имел дело за последние несколько лет, узнавая о детстве инспектора, его участии во французском Сопротивлении. Жуве выходит на мафию, возглавляемую Бруно Лангоисом (Роберт Лоджиа). Лангоис предупреждает Жуве о том, что необходимо прекратить поиски инспектора Клузо. Жуве сообщает Дрейфусу об угрозах Лангоиса, который вынуждает девушку остановить поиски Клузо. Однако Мари понимает, что Клузо жив, и только она сможет найти его!

## В ролях
- Питер Селлерс — Инспектор Жак Клузо
- Дэвид Нивен — Сэр Чарльз Литтон
- Герберт Лом — главный инспектор Шарль Дрейфус
- Ричард Маллиган — Отец Клузо
- Джоанна Ламли — Мари Жувье
- Капучине — Леди Симона Литтон
- Роберт Лоджа — Бруно Лангоис
- Харви Корман — Профессор Огюст Больс
- Бёрт Квок — Като Фонг
- Грэм Старк — Эркюль Ладжой

## Интересные факты
- Фильм «След Розовой пантеры» Блейк Эдвардс смонтировал из неиспользованных ранее эпизодов и нового материала после смерти Питера Селлерса, который скоропостижно скончался от инфаркта в 1980-м году в возрасте 54 лет.